# José María Lozano Velasco
José María Lozano Velasco (Burgos, 1950) es un arquitecto y catedrático universitario español. Es presidente del Consejo Valenciano de Cultura desde abril de 2025 

## Trayectoria profesional
Catedrático de Proyectos Arquitectónicos de la Universitat Politècnica de València (UPV), responsable del laboratorio Hiberseimer, profesor visitante de la Universidad de La Habana y del Instituto Superior Politécnico José Antonio Echeverría de Cuba. Ha sido profesor de la ETS de Arquitectura y del máster de Arquitectura Avanzada, Paisaje, Urbanismo y Diseño de la UPV así como del máster en Domótica de la Universitat de València.
Es miembro del Consejo Rector y asesor del prestigioso Museo Instituto Valenciano de Arte Moderno  y presidente del Consell Valencià del Cultura,  una institución creada en 1985 que se recoge en el Estatuto de Autonomía de la Comunidad Valenciana
Entre sus obras arquitectónicas se puede señalar la Casa del Alumno de la UPV o el Museo Antonia Mir en Catarroja (Valencia). Entre sus trabajos de urbanismo, es autor del Plan Especial de la Marina de València. Fue el primer subdirector de Cultura de la Escuela de Arquitectura València y el primer director del departamento de Proyectos Arquitectónicos de la UPV y del Centro de Estudio de Tecnologías Avanzadas de La Habana.
Vocal del Consell Valencià de Cultura desde 2011 y presidente de la Comisión de las Ciencias entre 2013 y 2024. Desde abril de 2025 es presidente del Consell Valencià de Cultura. 